# Nekromantix
I Nekromantix sono una band psychobilly formata a Copenaghen, in Danimarca, nel 1989.
La particolarità di questo gruppo sono gli atteggiamenti macabri. I Nekromantix fanno parte della Hellcat Records insieme a gruppi come i Rancid ed i Tiger Army con cui hanno collaborato vincendo un Grammy. La loro canzone più famosa è Who Killed the Cheerleader. Hanno suonato allo Psychobilly Meeting di Calella in Spagna.

## Formazione

### Formazione attuale
- Kim Nekroman (Dan Gaarde) - contrabbasso, voce (1989-presente)
- Franc (Francisco Mesa) - chitarra, voce (2008-presente)
- Mike Mata - batteria (2019-presente)

### Ex componenti
- Peek - batteria (1989-1993)
- Peter Sandorff - chitarra, seconda voce (1989–1993, 1997–2005)
- Ian Dawn (Ian Daggry) - chitarra, seconda voce (1993–1995)
- Søren Munk Petersen - chitarra, seconda voce (1995–1996)
- Grim Tim Handsome (Tim Kristensen) - batteria (1993–1996)
- Kristian Sandorff - batteria (2000–2005)
- Wasted James (James Meza) - batteria (2005–2006)
- Andy DeMize (Andrew Martinez †) - batteria (2006-2009)
- Tröy Deströy - chitarra, seconda voce (2005-2007)
- Lux - batteria (2009-2014)
- Adam "Mighty Mouse" Guerrero - batteria (2014-2017)
- Rene Dlamuerte Garcia - batteria (2018-2019)

## Discografia
Album in studio
- 1989 - Hellbound
- 1991 - Curse of the Coffin
- 1994 - Brought Back to Life
- 1996 - Demons Are a Girl's Best Friend
- 2002 - Return of the Loving Dead
- 2004 - Dead Girls Don't Cry
- 2007 - Life is a Grave & I Dig It!
- 2011 - What Happens in Hell, Stays in Hell
- 2016 - A Symphony of Wolf Tones & Ghost Notes

Live
- 2000 - Undead 'n' Live
- 2019 - 3 Decades of Darkle